# Matipus
Os matipus são um grupo indígena que habita o sul do Parque Indígena do Xingu, no estado do Mato Grosso, no Brasil.